# KNVB beker 1979-1980
La Coppa d'Olanda 1979-80  fu la 62ª edizione della competizione.

## Primo turno
1 e 2 settembre 1979.
| Casa           | Risultato | Trasferta        |
| -------------- | --------- | ---------------- |
| Achilles '29 A | 0–1       | VUC A            |
| VV DOVO A      | 5–3 (dts) | ACV A            |
| DS '79 1       | 2–1       | Helmond Sport 1  |
| FC Eindhoven 1 | (dcr) 2-2 | FC Vlaardingen 1 |
| FC Amsterdam 1 | 3–0       | VV Geldrop/AEK A |
| FC Den Bosch 1 | (dcr) 0-0 | Groningen 1      |
| FC VVV 1       | 0–4       | De Graafschap 1  |

 1 Eerste Divisie; A team dilettanti 

## Secondo turno
13 e 14 ottobre 1979.
| Casa          | Risultato | Trasferta       |
| ------------- | --------- | --------------- |
| De Graafschap | 2–2 (dcr) | SC Amersfoort   |
| VV DOVO       | 1–4       | PEC Zwolle E    |
| FC Eindhoven  | 1–2       | DS '79          |
| Excelsior E   | 0–1       | Sparta E        |
| FC Den Bosch  | 0–3       | Utrecht E       |
| FC Den Haag E | 5–1       | VUC             |
| Feyenoord E   | 3–2       | Fortuna Sittard |
| HFC Haarlem E | 2–4       | Ajax E          |

 E Eredivisie 

## Ottavi
Giocati tra il 13 e il 17 febbraio 1980.
| Casa            | Risultato | Trasferta    |
| --------------- | --------- | ------------ |
| Ajax            | 3–1       | Vitesse      |
| AZ'67           | 2–0       | Utrecht      |
| DS '79          | 1–3       | PEC Zwolle   |
| Feyenoord       | 4–0       | Twente       |
| Go Ahead Eagles | 1–2 (dts) | Sparta       |
| PSV             | 3–0       | FC Amsterdam |
| Roda JC         | 5–1       | NEC          |
| SC Amersfoort   | 1–8       | FC Den Haag  |

## Quarti
giocati il 27 febbraio e il 12 marzo 1980.
| Casa        | Aggregate | Trasferta  | Andata | Ritorno |
| ----------- | --------- | ---------- | ------ | ------- |
| Ajax        | 9–5       | Roda JC    | 5–1    | 4–4     |
| AZ'67       | 2–2 (rgf) | Sparta     | 2–1    | 0–1     |
| FC Den Haag | 3–4       | PSV        | 3–1    | 0–3     |
| Feyenoord   | 5–2       | PEC Zwolle | 3–0    | 2–2     |

## Semifinali
Giocate il 16 e 30 aprile 1980.
| Casa   | Aggregate | Trasferta | Andata | Ritorno |
| ------ | --------- | --------- | ------ | ------- |
| PSV    | 2–3       | Ajax      | 1–2    | 1–1     |
| Sparta | 1–4       | Feyenoord | 1–0    | 0–4     |

## Finale
| Feyenoord                                       | 3–1                               | Ajax         |
| 1–1: Pétursson (r) 2–1: De Leeuw 3–1: Pétursson | 17 maggio 1980 Stadion Feijenoord | 0–1: Arnesen |